# Les Visiteurs sur le trottoir roulant
Les Visiteurs sur le trottoir roulant és una pel·lícula de Georges Méliès estrenada el 1900 al començament del cinema mut.
Com a Panorama pris du trottoir roulant Champ de Mars, fa referència a l'atracció de la Rue de l'Avenir, durant l'exposició universal de 1900, a París. La passarel·la mòbil va ser dissenyada pels enginyers nord-americans Schmidt i Silsbee, que van presentar el seu invent a l'Exposició Universal de 1893 a Chicago.